# (24795) 1994 AC17
(24795) 1994 AC17 là một tiểu hành tinh vành đai chính. Nó được phát hiện bởi Seiji Ueda và Hiroshi Kaneda ở Kushiro, Hokkaidō, Nhật Bản, ngày 5 tháng 1 năm 1994.